# Старотеряево
Старотеряево — деревня в Рузском районе Московской области, входящая в состав сельского поселения Старорузское. До 2005 года — посёлок подсобного хозяйства 2-го Московского часового завода. Население — 938 жителей на 2010 год, в деревне числятся 2 улицы. До 2006 года Старотеряево входило в состав Старорузского сельского округа.

## География
Деревня расположена в центре района, на левом берегу реки Рузы, у впадения безымянного левого притока, в 1,5 км к юго-востоку от города Рузы, высота центра деревни над уровнем моря 174 м. Ближайшие населённые пункты — Румянцево 1,2 км на север, Лукино в 1,5 км на юг (на другом берегу реки) и Городилово — 1,2 км восточнее.

## Население
| 2002 | 2006 | 2010 |
| ---- | ---- | ---- |
| 353  | ↘196 | ↗938 |